# Кубок світу з біатлону 2011—2012 — етап 8
Восьмий етап  Кубка світу з біатлону 2011–12 проходить в Контіолахті, Фінляндія, з 10 по 12 лютого 2012.

## Гонки
Розклад гонок наведено нижче
| Дата      | Час       | Гонка                             |
| --------- | --------- | --------------------------------- |
| 10 лютого | 12:00 CET | Змішана естафета 2х6+2х7,510 км   |
| 11 лютого | 10:30 CET | Чоловіки, спринт 10 км            |
| 11 лютого | 12:30 CET | Жінки, спринт 7,5 км              |
| 17 грудня | 12:15 CET | Чоловіки, переслідування, 12,5 км |
| 17 грудня | 13:00 CET | Жінки, переслідування, 10 км      |

## Змішана естафета
Через 30 хвилин після запланованого часу початку гонки 18 з 19 команд все ж стартували у змішаній естафеті. До того моменту за офіційними даними стовпчик термометра показував температуру мінус 19,5 º C, яка є допустимою для проведення змагання, а над стадіоном яскраво світило сонце. Перше коло дистанції не виявило явних фаворитів. Українцям вдалося безпомилково відстрілятися на першій стрільбі, а потім і при стрільбі стоячи. На першій передачі естафети фінка Кайса Мякяряйнен, швидко і безпомилково відстрілявшися на «стійці», вирвалася в лідери. Слідом за нею з 16-секундним відставанням йшли біатлоністи збірних Франції та Україні. На другому етапі естафети українці продовжували точно стріляти, проте спортсменці збірної Словаччини Анастасії Кузьміній вдалося вивести свою команду на перше місце, на 7 секунд випереджаючи українців. Зусиллями Міріам Гесснер команда Німеччини не відставала від лідируючої групи. Німецькій спортсменці знадобилося всього два додаткових патрона, а при передачі естафети її відставання від лідерів становило 20.7 секунди. Французи після другого етапу поступалися лідерам 27.1 секунди, випереджаючи при цьому збірну Росії, яка йшла п'ятою  на більш ніж 40 секунд.
У другій половині естафети, коли в боротьбу вступили чоловіки, на першій стрільбі з положення лежачи ситуація не змінилася. Словак Матей Казар відстрілявся безпомилково, що дозволило йому на 13 секунд відірватися від українця Андрія Дериземлі, якому довелося скористатися двома додатковими патронами. Слідом за ними з відставанням в 20 секунд йшли біатлоністи збірних Франції та Німеччини. Андрію Маковєєву знадобилися два додаткових патрона, в результаті чого відставання збірної Росії збільшилося до однієї хвилини. На останній передачі естафети складалося враження, що боротьбу за призові місця будуть вести лише три команди: збірна Словаччини на той момент випереджала своїх головних суперників Францію і Україною на 15.4 і 16.2 секунди відповідно. Росіяни не могли скоротити відрив від лідируючої групи, а команда Німеччини виявилася десь посередині між лідерами і збірною Росії. Француз Венсан Же швидко закрив усі мішені при стрілянині лежачи і випередив словацького біатлоніста. Збірна Україна продовжувала займати третє місце. Німцеві Еріку Лессеру довелося використовувати додатковий патрон, оскільки один його патронів застряг в патроннику, що коштувало йому 40 секунд. Таким «подарунком» не забув скористатися росіянин Антон Шипулін, який дуже швидко відстріляв на першій стрільбі і пішов зі стрільбища, буквально наступаючи німцеві на п'яти.
Олімпійський чемпіон у спринті Венсан Же на останній стрільбі  вразив всі п'ять мішеней і пішов на останнє коло, випереджаючи українського спортсмена на 12.6 секунди. Збірна Словаччини, в свою чергу, на більш ніж 30 секунд випереджала команду Росії, яка йшла четвертою. Саме в такій послідовності команди і перетнули фінішну межу. На останніх метрах дистанції український біатлоніст Сергій Седнєв додав у швидкості, намагаючись наздогнати свого суперника, проте Жею вдалося зберегти свою позиції.
| Гонка:                                                                         | Золото:                                                     | Час                                           | Срібло:                                                                | Час                                           | Бронза:                                                                 | Час                                                       |
| Естафета 2 x 6 км + 2 x 7,5 км Протокол [Архівовано 10 вересня 2012 у WebCite] | Франція Софі Буаї Анаїс Бескон Жан-Гійом Беатрікс Венсан Же | 1:26:22.9 (0+0) (0+0) (0+3) (0+2) (0+0) (0+0) | Україна Наталія Бурдига Олена Підгрушна Андрій Дериземля Сергій Седнєв | 1:26:23.9 (0+0) (0+0) (0+0) (0+2) (0+1) (0+1) | Словаччина Яна Герекова Анастасія Кузьміна Матей Казар Мірослав Матяско | 1:27:06.5 (0+1) (0+3) (0+1) (0+2) (0+0) (0+0) (0+0) (0+1) |

## Чоловіки

### Спринт
Під час змішаної естафети, яка відбулася вчора, стовпчик термометра показував 15.8 градуса нижче нуля, сьогодні ж спортсменам довелося вийти на старт спринтерської гонки при температурі повітря мінус 18 градусів. До того ж, сьогодні на стрільбищі з правого боку дув настирливий вітер і не було сонця, тому здавалося, що на стадіоні було ще холодніше.
Мартен Фуркад, що стартував в гонці під номером 1, високо підняв планку для своїх суперників: він безпомилково відстрілявся на першому вогневому рубежі, швидко пройшов друге коло, потім допустив один промах на «стійці» і на хорошій швидкості пройшов останній відтинок дистанції. Потім йому залишалося тільки чекати, які результати покажуть його конкуренти. Шанси перевершити його час були у кількох спортсменів, включаючи Веґера і Лапшина. Вони закрили всі мішені на обох вогневих рубежах, однак на останньому колі їм не вдалося перевершити Фуркада в швидкості. По ходу змагання список претендентів на перемогу ставав все довшим: після стрільби з положення лежачи шанси на успіх мали американець Ловелл Бейлі, норвежець Еміль Хегле Свендсен і німець Даніель Бем. Останній показав також чудовий результат на «стійці». Однак нікому з них не вдалося обійти французького біатлоніста: у когось виникли проблеми на стрільбищі, інші не змогли розвинути високу швидкість на трасі. Останнім спортсменом, який мав шанси випередити Фуркада, був норвежець Уле-Ейнар Б'єрндален, який стартував під номером 74. Він допустив один промах при стрільбі з положення стоячи - ту ж саму помилку допустив і Фуркад. При виході із штрафного кола його відставання від лідера становило 17.5 секунди, тому йому потрібно було докласти всіх зусиль, щоб скоротити відрив. Норвежець не зміг додати в швидкості - на позначці 8.4 км його відставання збільшилося на три секунди - і в результаті фінішував лише четвертим.
Отже сьогоднішню спринтерську гонку виграв француз Мартен Фуркад, допустивши один промах і показавши результат 24:58.2 хвилини. Фуркад на вісім десятих секунди випередив росіянина Тимофія Лапшина, який сьогодні був точним на стрільбищі. Третім призером змагання став швейцарець Беньямін Веґер. Він також був бездоганний на стрільбищі і поступився переможцю 1.6 секунди. Норвежець Оле Ейнар Бьорндален з одним промахом і відставанням в 6.6 секунди фінішував четвертим. П'яте місце в гонці зайняв біатлоніст збірної США Лоуелл Бейлі, який допустив один промах і показав результат на 9.8 секунди гірше переможця. Шостим став його товариш по команді Рассел Кур'є. Він чисто відстріляв на стрільбищі і поступився Фуркаду 15.3 секунди.
Вся п'ятірка біатлоністів нашої команди, які вийшли сьогодні на старт змогли потрапити до залікової зони! Найкращим в команді став її капітан - Сергій Седнєв. Але не можна не відзначити також Романа Приму і Олега Бережного, для яких сьогоднішні результати стали найкращими в нинішньому сезоні. А Олег, до того ж, вперше в кар'єрі зумів заїхати в очки в спринтерській гонці!
У Кубку націй Україна впевнено продовжує утримувати десяте місце, але про те, щоб піднятися вище поки варто забути: команди Італії і США, які йдуть попереду,  показали відмінні результати і віддалилися від нашої збірної. Особливо це стосується американців, у яких два місця в шістці найсильніших і ще два - в двадцятці.

### Гонка переслідування
Перед початком гонки стовпчик термометра показував 12 градусів нижче нуля, однак на стрільбищі дув холодний поривчастий вітер, тому здавалося, що на стадіоні було значно прохолодніше. На першому вогневому рубежі Беньямін Веґер і Мартен Фуркад відстрілялися чисто і очолили гонку, маючи 20-секундну перевагу над суперниками. Еміль Хегле Свендсен, що стартував 12-м, перемістився на третю позицію. На другій стрільбі обидва лідери допустили по одному промаху, в той час як Свендсен відстрілявся безпомилково і вирвався вперед, випереджаючи Фуркада і Веґера на менш ніж 10 секунд. На першу «стійку» норвежець і француз прийшли одночасно, чисто відстрілялися і пішли на трасу, причому володар жовтої майки лідера Фуркад випереджав Свендсена всього на кілька секунд. Уле-Ейнар Б'єрндален, який допустив два промахи на першій стрільбі, чисто відстрілявся на наступних двох вогневих рубежах і перемістився на третє місце. Відразу за ним йшов австрієць Крістоф Зуманн. Протягом наступних 2,5 км спортсмени не відставали один від одного ні на крок, при цьому Б'єрндалену вдалося скоротити 6-секундне відставання від суперника, що йшов попереду. На останній стрільбі Свендсен заробив три штрафних кола, Фуркад не вразив дві мішені, а Бьорндален відстрілявся безпомилково, що принесло йому 11-секундну перевагу на Фуркадом при виході зі стадіону. Росіянин Дмитро Малишко на той момент поступався 25 секунд, Свендсен йшов з відставанням в 35 секунд. У такій послідовності спортсмени в результаті і перетнули фінішну межу, а Бьорндален відсвяткував свою першу за довгий час перемогу.

### Призери
| Гонка:                                                                         | Золото:                       | Час               | Срібло:               | Час               | Бронза:                  | Час               |
| Спринт 10 км Протокол [Архівовано 10 вересня 2012 у WebCite]                   | Мартен Фуркад Франція         | 24:58.2 (0+1)     | Тимофій Лапшин Росія  | 24:59.0 (0+0)     | Беньямін Веґер Швейцарія | 24:59.8 (0+0)     |
| Переслідування 12,5 км Протокол [Архівовано 14 лютого 2012 у Wayback Machine.] | Уле-Ейнар Б'єрндален Норвегія | 33:43.8 (2+0+0+0) | Мартен Фуркад Франція | 33:57.6 (0+1+0+2) | Дмитро Малишко Росія     | 34:06.5 (1+0+1+0) |

## Жінки

### Спринт
У порівнянні з чоловічим спринтом, погодні умови під час змагання серед жінок не змінилися: низька температура і слабкий вітер на стрільбищі. Ольга Зайцева високо встановила планку для своїх суперниць, відстрілявшись чисто на обох вогневих рубежах. Кайса Мякяряйнен допустила один промах на першій стрільбі, проте змогла швидко закрити всі мішені при стрільбі стоячи, що дозволило їй скоротити відставання від Зайцевої до 10 секунд. На позначці 6.3 км швидка Мякяряйнен вже відіграла ці 10 секунд, а потім і вирвалася вперед, випереджаючи лідера на 2.3сек. На фініші вона перевершила російську спортсменку на 17.8 секунди.
Дарія Домрачова тим часом не вразила дві мішені на першій стрільбі, однак чисто відстрілялася стоячи і, за традицією, розвинула неймовірну швидкість на останньому відрізку дистанції. Маґдалена Нойнер допустила один промах при стрільбі з положення лежачи і, як і білоруська спортсменка, була влучною на «стійці». Потім Нойнер очолила гонку, випереджаючи лідера на 2.3 секунди. Обидві біатлоністки - Нойнер і Домрачева - показали відмінну швидкість на останньому колі, однак німкеня, яка допустила на один промах менше, в результаті посіла перше місце в гонці. Домрачевій вдалося обійти Зайцеву і зайняти третє місце. Міріам Гесснер, яка вчора успішно виступила в складі змішаної естафетної команди, була сьогодні не менш сильна в спринті. Швидка лижниця, у якої іноді виникають проблеми зі стрільбою, змогла без зусиль закрити всі 10 мішеней і показала свій найкращий результат у сезоні, фінішувавши шостою.
Отже чьогодні німкеня Маґдалена Нойнер виграла спринтерську гонку в Контіолахті, допустивши один промах і показавши результат 23:07.4 хвилини. Спортсменка в 32-й раз в своїй кар'єрі і у восьмий раз в поточному сезоні піднялася на вищий щабель п'єдесталу пошани на змаганнях Кубка світу. Друге місце з одним промахом і відставанням в 12.3 секунди зайняла фінка Кайса Мякяряйнен. Третім призером змагання стала Дарія Домрачева з Білорусі. Вона не закрила дві мішені і поступилася Нойнер 17 секунд. Росіянка Ольга Зайцева, яка відстрілялася чисто,  фінішувала четвертою, поступившись переможниці 30.1 секунди. П'яте місце з двома промахами і відставанням в 30.9 секунди посіла Анастасія Кузьміна зі збірної Словаччини. Замкнула шістку найкращих ще одна німецька біатлоністка Міріам Гесснер, яка вразила всі мішені, але поступилася своїй подрузі по команді 33 секунди.

### Гонка переслідування
Маґдалена Нойнер, яка стартувала під номером 1, чисто відстрілялася на першому вогневому рубежі і продовжувала лідирувати в гонці.  Кайса Мякяряйнен і Ольга Зайцева, що йшли слідом за Нойнер, також були бездоганні на стрільбищі. На другій стрільбі Нойнер і Мякяряйнен допустили по одному промаху, Зайцева ж знову закрила всі мішені, однак це не вплинуло на розстановку сил в гонці: Нойнер на 20 секунд випереджала фінську спортсменку і на 35 секунд - росіянку. Магдалена заробила ще один штрафне коле на першій «стійці» з положення стоячи, її безпосередні суперницю були точні. Перевага власниці жовтої майки лідера над Мякяряйнен скоротилося до 4.3 секунди, Зайцева на той момент поступалася Нойнер понад 32 секунди. Перед останнім вогневим рубежем фінці вдалося обійти Нойнер, а російська спортсменка ще більше відстала від лідерів. На останній «стійці» Мякяряйнен вразила всі мішені, Нойнер ж знову довелося відправитися на штрафне коло. Зайцева і Дарія Домрачова почали вести стрільбу одночасно, при чому Зайцева відстрілялася швидко і безпомилково, білоруській  спортсменці довелося ж довго прицілюватися. В результаті дівчата пішли зі стрільбища з різницею в п'ять секунд, зовсім небагато поступаючись німецької біатлоністці. Між цими трьома спортсменками і розгорнулася боротьба за друге і третє призові місця. За 700 метрів до фінішу Нойнер випереджала Домрачеву на 2 секунди і змогла зберегти свою перевагу до кінця.
Отже сьогодні фінська біатлоністка Кайса Мякяряйнен виграла гонку переслідування на рідному стадіоні, допустивши один промах і показавши результат 33:23 хвилини. Друге місце з чотирма промахами посіла німкеня Магдалена Нойнер, якій на 1.1 секунди вдалося випередити білоруську спортсменку Дарію Домрачеву, яка допустила в гонці таку ж кількість промахів. Росіянка Ольга Зайцева відстрілялася безпомилково, але поступилася переможниці 1:11.7 хвилини, фінішувавши четвертою. П'яте місце посіла норвежка Тура Бергер, яка допустила один промах, а її відставання від лідера склало 1:43.2 хвилини. Шостою стала німкеня Тіна Бахманн - три промахи і результат, на 2:4.4 хвилини гірше переможниці гонки.

### Призери
| Гонка:                                                                        | Золото:                    | Час               | Срібло:                    | Час               | Бронза:                  | Час               |
| Спринт, 7,5 км Протокол [Архівовано 10 вересня 2012 у WebCite]                | Маґдалена Нойнер Німеччина | 23:07.4 (1+0)     | Кайса Мякяряйнен Фінляндія | 23:19.7 (1+0)     | Дарія Домрачова Білорусь | 23:24.4 (2+0)     |
| Переслідування, 10 км Протокол [Архівовано 14 лютого 2012 у Wayback Machine.] | Кайса Мякяряйнен Фінляндія | 32:23.0 (0+1+0+0) | Маґдалена Нойнер Німеччина | 32:58.9 (0+1+1+2) | Дарія Домрачова Білорусь | 33:00.0 (2+0+2+0) |

## Досягнення
Найкращий виступ за кар'єру
| - Тимофій Лапшин (RUS), 2 місце в спринті - Крістіан Стеблер (SUI), 22 місце в спринті - Ерік Лессер (GER), 23 місце в спринті і 22 місце в гонці переслідування - Олександр Бабчин (BLR), 24th place in Sprint - Кароліс Златкаускас (LTU), 49 місце в спринті - Чень Хайбінь (CHN), 72 місце в спринті - Артурс Колесніковс (LAT), 84 місце в спринті - Едін Ходжич (SRB), 85 місце в спринті - Дмитро Малишко (RUS), 3 місце в гонці переслідування - Матей Казар (SVK), 17 місце в гонці переслідування - Лукаш Крістейн (CZE), 44 місце в гонці переслідування | - Юлія Джима (UKR), 19 місце в спринті - Чжан Янь (CHN), 64 місце в спринті - Анет Бріце (LAT), 79 місце в спринті - Кадрі Легтла (EST), 18 місце в гонці переслідування - Анастасія Загоруйко (RUS), 26t місце в гонці переслідування |

Перша гонка в Кубку світу
| - Лукаш Крістейн (CZE), 56 місце в спринті - Міхал Крчмар (CZE), 73 місце в спринті | - Анастасія Загоруйко (RUS), 44 місце в спринті |